# 土屋光逸
土屋 光逸（つちや こういつ、明治3年8月28日〈1870年9月23日〉 - 昭和24年〈1949年〉11月13日）は、明治時代から昭和時代にかけての浮世絵師、版画家。

## 来歴
小林清親の門人。明治3年、土屋熊治郎とやすの次男として現在の静岡県浜松市三島町の農家に生まれる。名は光一、または幸一とするものもあるが、遺族によると佐平が正しいといい、これらの名は入門後に通称として付けられたとも推測される。光逸は清親から与えられた号で、他に真生、清鳳など。明治17年（1884年）14歳の時に上京し寺に入るが、住職が坊主には向かないと見抜いて松崎秀明堂という判子屋の弟子になる。しかし土屋は絵描きになることを切望し、そこに出入りしていた鶯亭金升の紹介で、明治19年（1886年）の16歳の時に清親の元に入門した。
門人の中でも最年少であった土屋は小林家において家族同様の扱いを受け、清親の画業の手伝いをする傍ら、小林家の子守などの家事全般にも勤しんだ。以降、明治35年（1902年）に清親が二六新報事件により一時未決監に入れられた際も多くの弟子が去ってゆくなかで田口米作、三田知空と共に残り、明治37年（1904年）まで小林家で生活の苦を共にしている。明治28年（1895年）までに「光逸」の雅号を用いて木版画を出版した。この頃の作品として確認できるのは、明治28年に日清戦争を描いた「講和使談判之図」（版元武川清吉）や「万々歳凱旋之図」（版元不明）などの4点だけである。20年近くを内弟子で過ごすのは期間が長すぎ、作品も少なすぎるが、これは絵師修行の内弟子というより、家事を全くしない清親の代わりに、小林家の渉外、家事、大工仕事まで請け負う秘書役をしていたからだという。一方で、清親画もよく学び、清親の意向により石版画の技術も身につける。明治33年（1900年）頃に鶯亭金升夫人の妹で、日本舞踊家・花柳壽太郎の姉・仁科りとと結婚して小林家を出るが、その後も清親を支え続けた。明治31年（1898年）から明治37年に松聲堂から版行された「教育歴史画」第一輯から第三輯や、明治35年（1902年）から明治36年（1903年）に版行された「教育立身画」などの作例がみられる。
しかし、明治44年（1911年）に妻りとに先立たれ、翌年には清親夫人の芳子の死去、清親も大正4年（1915年）に亡くなり、相次いで家族と家族同然の人物を失った。自身も肋膜炎を発症するなど病気がちで石版画家の道を諦めざるを得なくなった。大正7年（1918年）頃、鈴木マスと再婚する。大正9年（1920年）にマスとの間に長女マサを儲けるがマスは同年に病没した。土屋は東京市芝区高輪に暮らしていたが、大正11年（1922年）から亡妻の郷里、神奈川県茅ヶ崎市南湖に移り、以後亡くなるまで同地に住んで創作活動を行った。翌年関東大震災に遭い、苦難の日々が続いた。しかし、大正13年（1924年）にマスの妹トヨと三度目の結婚をし、落ち着きを取り戻す。震災後から昭和初期までは中国へ輸出用の絹本軸装画を熱心に描いて糊口を凌いだ。
昭和6年（1931年）、「小林清親翁十七回忌記念展覧会」を開催していた渡辺庄三郎と出会い、その場を手伝っていた土屋は渡辺から厚遇を受けて新版画を描くよう勧められる。翌年、渡辺版画店主催の「第3回現代創作木版画展覧会」において「祇園の夜桜」、「大阪城の月夜」の2点を試作版行し、60歳を過ぎてでの新版画家としてのデビューとなった。翌昭和8年（1933年）より細判風景画「奈良猿沢の池」、「雪の堅田浮見堂」（東京国立近代美術館所蔵）、「日比谷の月」、「弁慶橋」などを土井版画店より、昭和11年（1936年）からは「東京風景十二枚」を同じく土井版画店より版行しており、清親ばりの風景版画を残した。その後昭和16年（1941年）頃まで東京尚美堂、酒井川口合板、カワグチ商会など各版元から新版画の作品を発表していった。東京尚美堂から発表した木版画として、昭和5年（1930年）代の横三つ切判「宮島」、「天の橋立」、「松島」などが挙げられる。昭和11年（1936年）9月、「下関観月橋」を馬場信彦のもとから発表した後、昭和16年6月まで大判16枚などの作品を版行した。昭和9年（1934年）加藤潤二制作『現代版畫家番附』に、光逸は前頭のランクに記載されている。しかし、戦争が激しくなると中国向けの肉筆画が途絶え、アメリカ向けの風景版画の販路も絶たれてしまう。そのため戦中から終戦後間もなくは、遺族の求めで戦死者の肖像画を描く。その後は、縁起物や床の間用の掛軸を描き、特に鍾馗を得意としたが、昭和24年11月13日、南湖の自宅で肺炎により79歳で没した。平成9年（1997年）には発見された数点の遺品が、土屋の遺族より茅ヶ崎市美術館へ寄贈されている。

## 作品

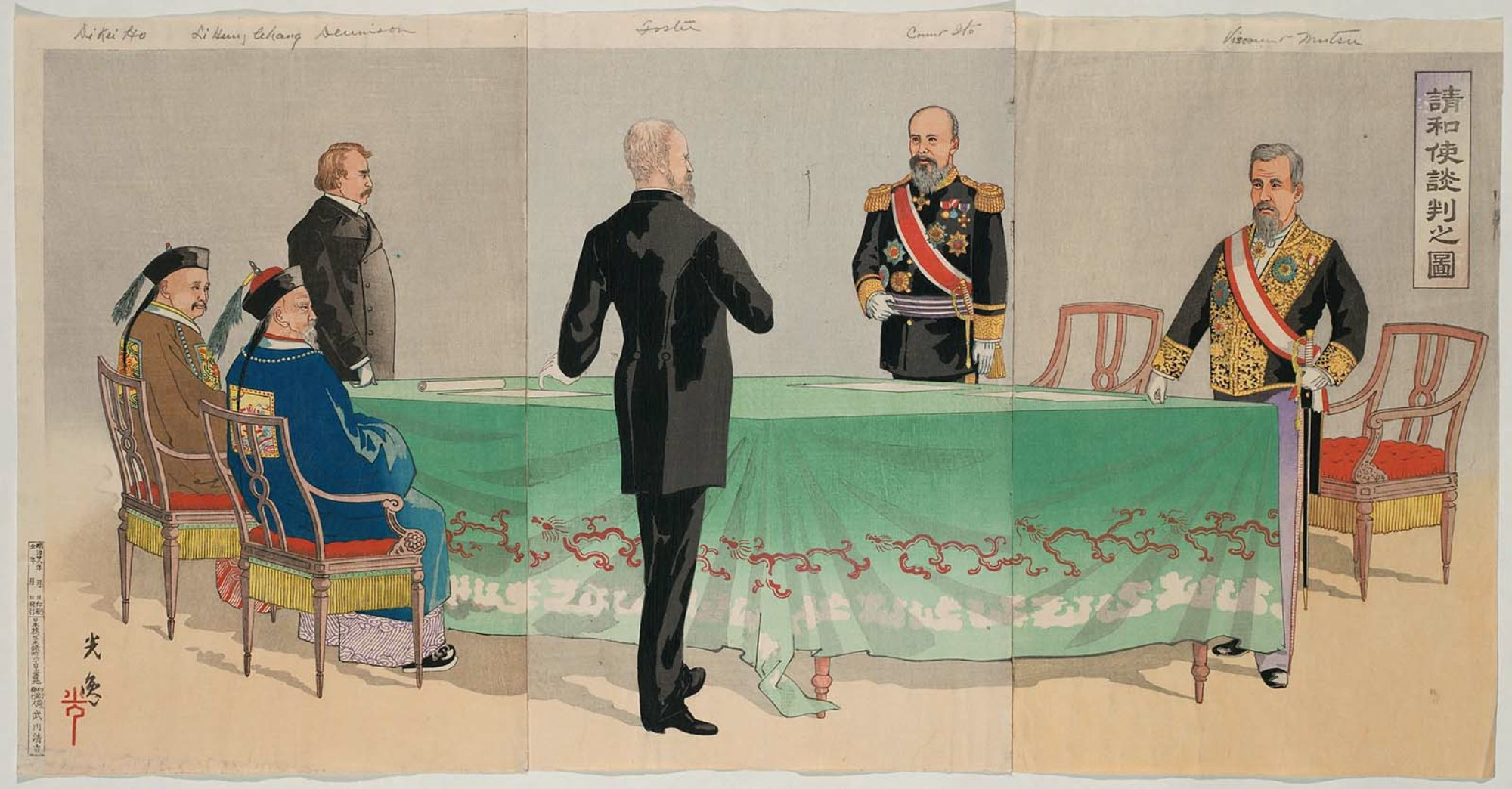
「請和使談判之図」大判三枚続錦絵。1895年2月に広島県庁で行われた日清戦争の請和交渉を描いたもの

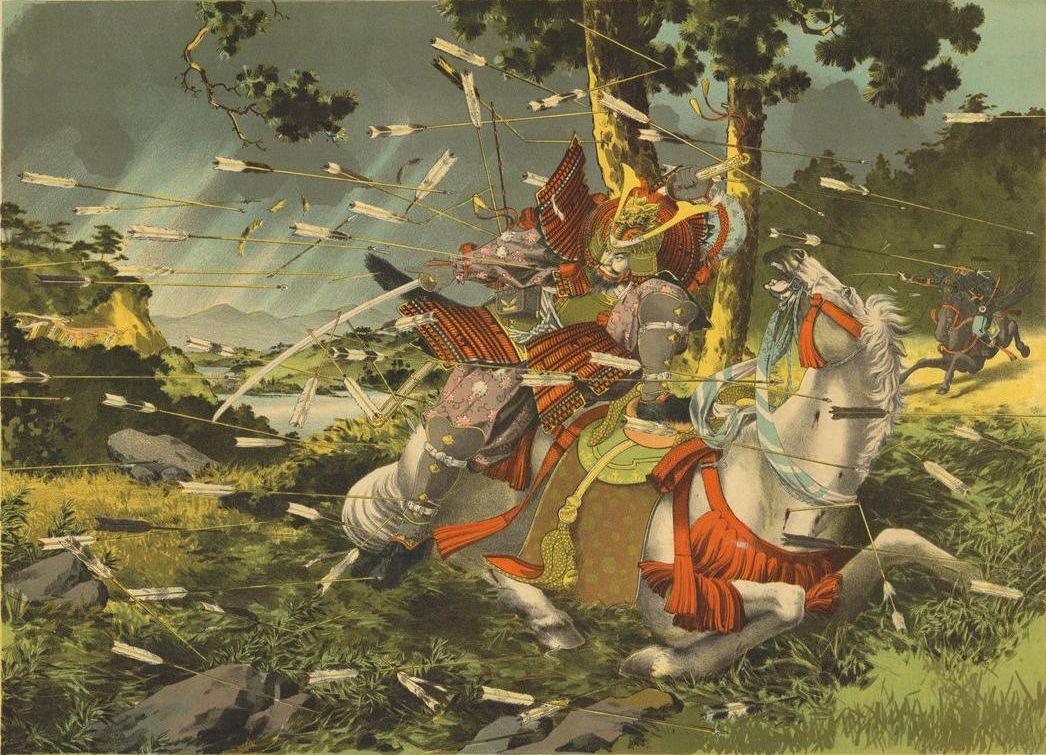
「新田義貞 生田林の戦に於て小山田高家義貞の身代りとなる」 笠井鳳斎原画、1900年5月4日 石版 松聲堂版）

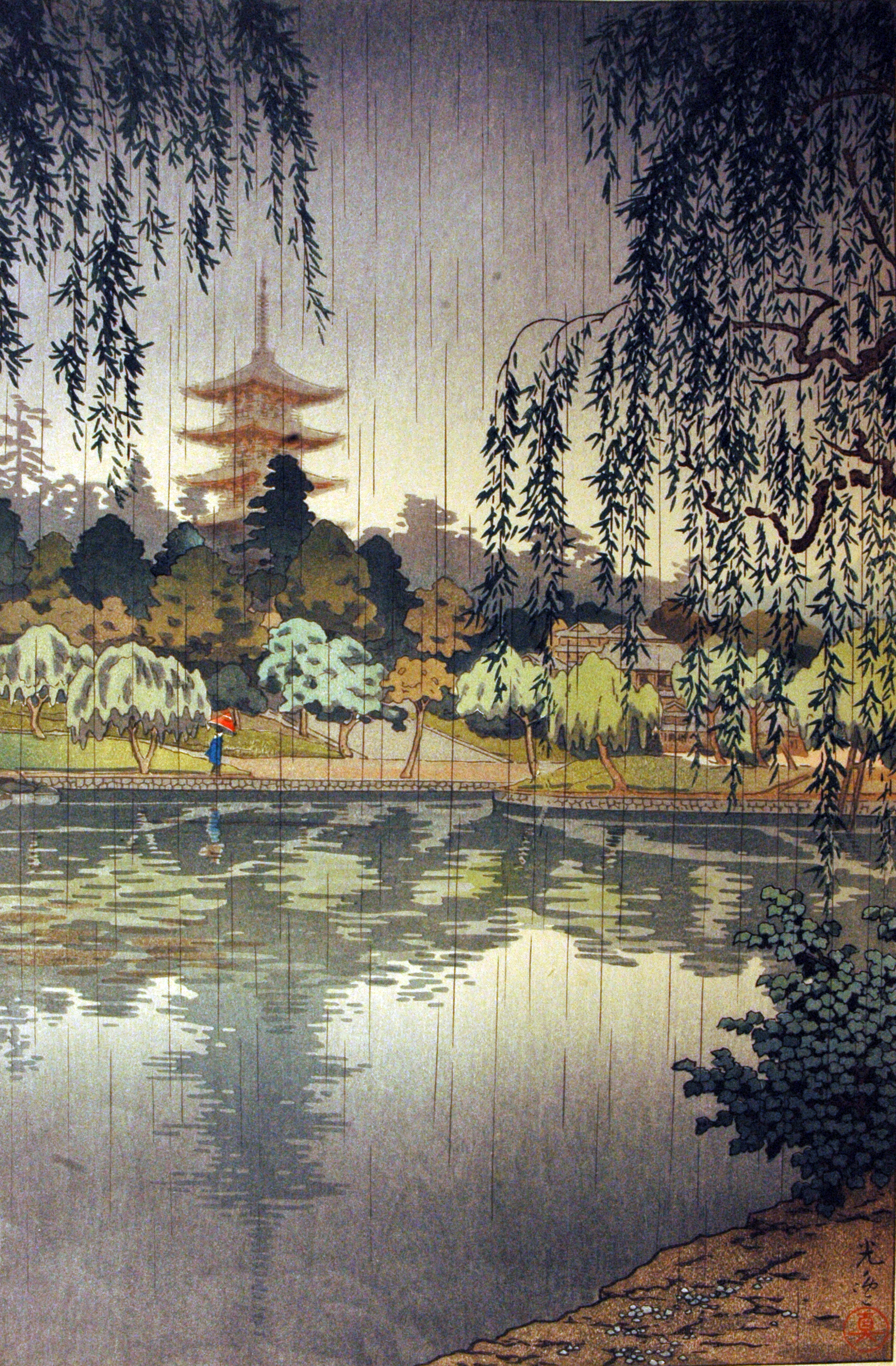
「奈良 興福寺」

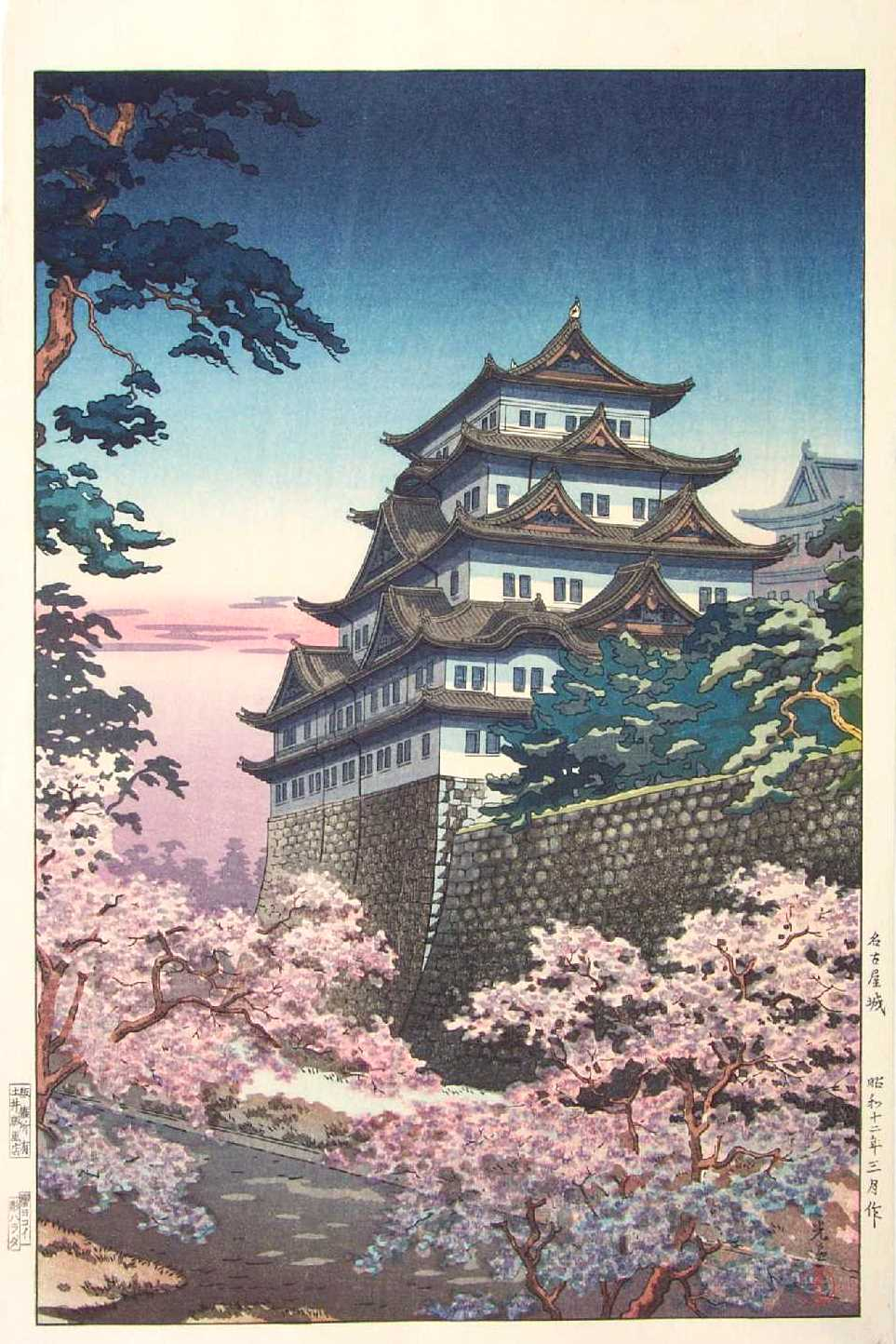
「名古屋城」

- 「請和使談判之図」　錦絵　大錦3枚続　明治28年（1895年） 武川清吉版
- 「万々歳凱旋之図」　錦絵　大錦3枚続　明治28年 武川清吉版
- 「収容軍艦望遠縦覧之図」　錦絵　大錦3枚続 明治28年8月 井上吉次郎版
- 「宮島」 木版画 横三切版 1930年代 尚美堂（田中良三）版
- 「天の橋立」 木版画 横三切版 1930年代 尚美堂版
- 「松島」 木版画 横三切版 1930年代 尚美堂版
- 「嵐山」 木版画 葉書版 1930年代 尚美堂版
- 「浅草観音」 木版画 葉書版 1930年代 尚美堂版
- 「弁慶橋」 木版画 葉書版 1930年代 尚美堂版
- 「日光中禅寺」 木版画 葉書版 1930年代 尚美堂版
- 「鎌倉大佛」 木版画 葉書版 1930年代 尚美堂版
- 「京都東山」 木版画 葉書版 1930年代 尚美堂版
- 「法隆寺」 木版画 葉書版 1930年代 尚美堂版
- 「京都金閣寺」 木版画 葉書版 1930年代 尚美堂版
- 「錦帯橋」 木版画 葉書版 1930年代 尚美堂版
- 「京都清水寺」 木版画 葉書版 1930年代 尚美堂版
- 「嵐山」 木版画 半葉書版 1930年代 尚美堂版
- 「錦帯橋」 木版画 半葉書版 1930年代 尚美堂版
- 「京都清水寺」 木版画 半葉書版 1930年代 尚美堂版
- 「河口湖」 木版画 半葉書版 1930年代 尚美堂版
- 「矢橋の帰帆」 木版画　1933年 東京国立近代美術館所蔵 渡辺版
- 「京都二条城」 木版画　1933年 飯田國太郎版
- 「夜祭」　木版画　東京国立近代美術館所蔵
- 「城」　木版画　　東京国立近代美術館所蔵
- 「石山寺の秋月」　木版画　東京国立近代美術館所蔵　昭和8年（1933年） 渡辺版
- 「東京風景 増上寺の雪」 木版画 大判 1933年 土井版画店版
- 「東京風景 日比谷の月」 木版画 大判 1933年 土井版画店版
- 「東京風景 弁慶橋」木版画 大判 1933年 土井版画店版
- 「明石の浜」　　木版画　東京国立近代美術館所蔵　昭和9年（1934年） 渡辺版
- 「雪の堅田浮見堂」　　木版画　東京国立近代美術館所蔵　昭和9年（1934年） 渡辺版
- 「比良の暮色」　　木版画　東京国立近代美術館所蔵　昭和11年（1936年） 渡辺版
- 「瀬戸内海　鞆之津」　　木版画　東京国立近代美術館所蔵　昭和15年（1940年）　渡辺版
- 「瀬戸の夕照」　　木版画　東京国立近代美術館所蔵　昭和15年（1940年） 渡辺版
- 「三井寺晩鐘」　　木版画　東京国立近代美術館所蔵　昭和15年（1940年） 渡辺版